# سغريك
سغريك (بالفارسية: سگریک) هي قرية تقع في أذربيجان الغربية في إيران. يقدر عدد سكانها بـ 658 نسمة بحسب إحصاء 2016.